# Joanne Dru
Joanne Dru (* 31. Januar 1922 in Logan, West Virginia; † 10. September 1996 in Los Angeles, Kalifornien, eigentlich Joanne Letitia LaCock) war eine US-amerikanische Filmschauspielerin, die für ihre Rollen in Western bekannt ist.

## Leben
Joanne Letitia LaCock wurde 1922 als Tochter eines Drogerie-Inhabers in Logan, West Virginia, geboren, und zog nach dem Tod des Vaters zusammen mit ihrer Mutter 1940 im Alter von 18 Jahren nach New York. Ihr jüngerer Bruder ist der Schauspieler und Fernsehmoderator Peter Marshall (1926–2024). Nachdem Joanne Dru in New York eine Anstellung bei der Powers agency als Model gefunden hatte und ihren Nachnamen in Marshall ändern ließ, wählte Al Jolson sie als Tänzerin für die Besetzung seiner letzten Broadway-Show Hold Onto Your Hats aus. Während dieser Zeit lernte sie den populären Sänger Dick Haymes bei einem gemeinsamen Auftritt im Paramount Theater in New York kennen und lieben. Sie hatte dort bei den Samba Sirens im Rahmenprogramm Harry James’ getanzt. Nach der Heirat zogen beiden nach Hollywood, wo sie Arbeit in einem Theater fand. Von einem Talentscout ausgespäht, spielte sie ihre erste Rolle in einem Film in Abie’s Irish Rose (1946) unter Regie von A. Edward Sutherland.
Im Verlauf der nächsten zehn Jahre besetzte man sie in einer Vielzahl von Kino- und Fernsehfilmen. Ihre bekanntesten Rollen spielte sie in Howard Hawks’ Red River (1948) und in John Fords Der Teufelshauptmann (1949). Hawks war derjenige, der ihren Namen in Dru ändern ließ. Außerdem gab sie eine vielbeachtete Vorstellung im oscarprämierten Drama Der Mann, der herrschen wollte (1949) und spielte an der Seite von Dan Dailey in der Baseball-Filmbiografie The Pride of St. Louis (1952) über Dizzy Dean, einen berühmten Pitcher der Major League.
In jener Phase ließen Haymes und sie sich 1949 scheiden. Haymes’ Alkoholismus war nicht der Verursacher der Entfremdung gewesen, verschlimmerte aber die bestehenden Eheprobleme. Nur einen Monat später heiratete sie John Ireland, den sie bei den Dreharbeiten zu Red River kennengelernt hatte. Diese Ehe hielt bis 1957. Ireland galt in der Branche als womanizer, sprich Frauenheld. In der Folge heiratete sie noch zweimal: George Pierose (1963) und den Geschäftsmann C. V. Wood Jr. (1972).
Später beklagte sie sich in einem Interview gegenüber Hedda Hopper, dass man ihren Typ auf Western reduziert habe. Sei als Schauspieler einmal ein Typecasting erfolgt, dann setze sich das bis zum Ende seiner Karriere fort. Zudem habe sie Pferde niemals gemocht. Dessen ungeachtet trat sie auch in Im Zirkus der drei Manegen / Der Zirkusclown (1954) auf, was nichts daran änderte, dass sich ihre Kinokarriere ihrem Ende näherte. Auf dem Fernsehbildschirm war sie jedoch weiterhin zu sehen. So spielte sie ab 1960 die weibliche Hauptrolle in der ABC-Sitcom Guestward, Ho!
Nach dem Einstellen der Serie trat sie nur noch sporadisch bis Ende der 60er und der ersten Hälfte der 70er Jahre in Fernsehserien auf. Obwohl man sie als fähige und populäre Filmschauspielerin betrachtete, verdankte sie ihren Stern auf dem Hollywood Walk of Fame in erster Linie ihrer Präsenz auf dem TV-Bildschirm. Ihren letzten Auftritt auf der Kinoleinwand absolvierte sie 1980 als Rosy Labouche im Terence-Hill-Film Der Supercop.
Joanne Dru hatte drei Kinder mit Haymes, Richard Ralph Haymes (* 24. Juli 1942), Helen Joanna Haymes (* 13. Mai 1944) und Barbara Nugent Haymes (* 19. September 1947; † 16. September 1993). Sie starb in Los Angeles, Kalifornien im Alter von 74 Jahren an Lymphödemen, die aller Wahrscheinlichkeit nach die Nachwirkungen einer Krebstherapie waren. Ihr letzter Ehemann und eine ihrer Töchter waren bereits drei Jahre zuvor gestorben.

## Filmografie (Auswahl)
- 1946: Abie’s Irish Rose
- 1948: Red River
- 1949: Der Teufelshauptmann (She wore a yellow Ribbon)
- 1949: Der Mann, der herrschen wollte (All the King's men)
- 1950: Westlich St. Louis (Wagonmaster)
- 1950: Der Henker saß am Tisch (711 Ocean Drive)
- 1951: Tal der Rache (Vengeance Valley)
- 1951: Mr. Belvederes zweite Jugend (Mr. Belvedere Rings the Bell)
- 1952: Return of the Texan
- 1952: Der Stolz von St. Louis (The Pride of St. Louis)
- 1952: My Pal Gus
- 1953: Die Todesbucht von Louisiana (Thunder Bay)
- 1953: Heißer Westen (Outlaw Territory)
- 1953: Strandgut (Forbidden)
- 1954: Duffy of San Quentin
- 1954: Kampf am roten Fluß (Siege of Red River)
- 1954: Karawane westwärts (Southwest Passage)
- 1954: Im Zirkus der drei Manegen (The Three Ring Circus)
- 1954: Day of Triumph
- 1955: Der schwarze Prinz (The Dark Avenger)
- 1955: Ihr sehr ergebener... (Sincerely Yours)
- 1955: Blutige Straße (Hell on Frisco Bay)
- 1956: Drango
- 1958: Das Herz eines Indianers (The Light in the Forest)
- 1959: Morgen bist du dran (The Wild and the Innocent)
- 1960: Der Schatz der Balearen (September Storm)
- 1960–1961: Guestward Ho! (Fernsehserie, 38 Folgen)
- 1965: Das Vorleben der Sylvia West (Sylvia)
- 1967: Das Geheimnis der grünen Hornisse (The Green Hornet; Fernsehserie, 2 Folgen)
- 1975: Dr. med. Marcus Welby (Fernsehserie, 1 Folge)
- 1980: Der Supercop (Super Snooper)